# Saint-Andéol (Isère)
Saint-Andéol – miejscowość i gmina we Francji, w regionie Owernia-Rodan-Alpy, w departamencie Isère.
Według danych na rok 1990 gminę zamieszkiwały 92 osoby, a gęstość zaludnienia wynosiła 3 osób/km² (wśród 2880 gmin regionu Rodan-Alpy Saint-Andéol plasuje się na 1529. miejscu pod względem liczby ludności, natomiast pod względem powierzchni na miejscu 209.).